# Pons Aurelius
De Pons Aurelius was een brug over de Tiber in het oude Rome. De brug verbond het Marsveld met de wijk Trans Tiberim.

## Geschiedenis
Hoewel de brug onder deze naam pas bekend is in de 4e en 5e eeuw, is deze waarschijnlijk gebouwd rond het begin van de 3e eeuw n.Chr. In de middeleeuwen werd de brug Pons Antoninus genoemd, een naam die mogelijk ook al in de oudheid werd gebruikt en er op duidt dat deze brug door keizer Caracalla (Marcus Aurelius Antoninus) werd gebouwd. Caracalla bouwde tijdens zijn regering ook meerdere andere gebouwen in deze buurt.
De Pons Aurelius werd vermoedelijk in 792 gedeeltelijk verwoest bij een grote overstroming van de Tiber. In deze periode was er van de oude stad nog maar weinig over en de slecht onderhouden brug werd niet hersteld.
In 1473 werd op dezelfde plaats de Ponte Sisto gebouwd.

## De brug
In 1878 werden in de oostelijke oever van de rivier enkele restanten aangetroffen van de antieke brug, waaronder een boog van het bruggenhoofd. Op de brokstukken waren de antieke inscripties nog leesbaar. Tegenwoordig is een klein deel van de eerste boog op de oostelijke oever nog zichtbaar, samen met enkele funderingen. Hieruit wordt duidelijk dat de antieke brug breder was dan de huidige.

## Referentie
- L. Richardson, jr, A New Topographical Dictionary of Ancient Rome, Baltimore - London 1992. pp. 297 ISBN 0801843006
- Andrea Vreede, De magie van Rome. Wandelingen door de eeuwen heen. Uitg. Rubinstein 2007.